# روننبرغ
رننبورغ (بالألمانية: Ronnenberg) هي بلدة ألمانية تقع في ألمانيا في Hanover region. يقدر عدد سكانها بـ 23,212 نسمة .